# Палемон (князь)
Палемон, або Полемон — легендарний князь, персонаж литовської національної міфології XVI ст. Родоначальних литовської династії Палемоновичів. Головна фігура литовського фундаційного міфу. Згідно з легендою був «римським княжичем», але в часи імператора Нерона втік із Риму із півтисячею шляхетних родин, дістався по морю до Німана і заснував першу литовську державу в Жемайтії. У античних і середньовічних джерелах не зустрічається.

## Легенда
За легендою «княже римское» Палемон, родич імператора Нерона, рятуючись від його жостокості, утік з Риму з п'ятьмастами знатними родинами — «пятсот шляхты з жонами и з дѣтми и з многыми». Серед них найзнатнішими були роди «Китоврасы, Колюмны, Рожи, Ургы».
Палемон приплив до гирла Німану, а з Німана — до річок Дубіси та Юри. Тут вони оселилися, назвавши цю землю Жемайтією («Побережная земля»). Дану легенду розвинув історик Мацей Стрийковський, який писав, що Палемон пересилився в 452 році і пояснив це тим, що предки литовців рятувалися від звірств володаря гунів Аттіли.
Оскільки більша частина тексту цих переказів стосується околиць міста Новогрудок, припускають, що вона виникла під час перебування в цьому місті столиці Великого князівства Литовського, Руського та Жемантійського.
В сучасній історіографії є теорія, що перекази про Палемона була витворена в XV або в XVI столітті з метою довести походження литви від римлян і литовсько-руської державності від римської. Ще Ян Длугош (1415—1480) писав, що у литовців римські корені, але не заглиблювався в деталі. Легенда вперше згадується у другій редакції Литовських хронік в 1530-х рр.. Хоча Василь Татищев звертав увагу на те, що деякі елементи легенди є у ряду більш ранніх істориків.
Проте, після виявлення «Хроніки Биховця» її дослідник Теодор Нарбут був впевнений в достовірності цієї легенди, однак він відкинув версію про римське походження литовців, вважаючи їх нащадками герулів.

### Монографії
- Jurginis J., Legendos apie lietuvių kilmę, V., 1971.
- Rowell S. C. Lithuania Ascending: A Pagan Empire Within East-Central Europe, 1295—1345. — Cambridge University Press, 1994. — P. 41. — ISBN 978-0-521-45011-9